# Setzingen
Setzingen ist eine Gemeinde im Alb-Donau-Kreis in Baden-Württemberg.

## Geografie
Setzingen liegt auf der südlichen Abdachung der Schwäbischen Alb am Rand des Lonetals, etwa 5 Kilometer nördlich von Langenau und 20 Kilometer nordöstlich von Ulm.
Die Gemeinde grenzt im Norden an den Ortsteil Hausen der Stadt Herbrechtingen im Landkreis Heidenheim, im Osten an Öllingen, im Süden an Nerenstetten und im Westen an Ballendorf.

### Schutzgebiete
Die Gemeinde hat Anteil am Landschaftsschutzgebiet Mittleres Lonetal und am Landschaftsschutzgebiet Hungerbrunnental.

## Geschichte

### Mittelalter und frühe Neuzeit
Setzingen wurde erstmals 1143 durch Walter von Dillingen, Bischof zu Augsburg, als zum Kloster Anhausen an der Brenz gehörig erwähnt. Im Spätmittelalter war Setzingen ein Bestandteil der Herrschaft Albeck und wurde 1383 mit sämtlichen Herrschaftsrechten von der Reichsstadt Ulm gekauft. Beim Bauernkrieg von 1525 waren auch Setzinger Einwohner beteiligt. Während des Dreißigjährigen Kriegs flohen die Bewohner von Setzingen oft nach Ulm. Der Ort wurde 1803 durch Napoleon zusammen mit der aufgehobenen Reichsstadt Ulm dem Kurfürstentum Bayern zugeschlagen, welches seit 1806 ein Königreich war.

### Seit württembergischer Zeit
Auf Grund des Grenzvertrags von 1810 gelangte das Dorf endgültig an das Königreich Württemberg. Für mehr als ein Jahrhundert gehörte Setzingen nun zum württembergischen Oberamt Ulm. Bei der Kreisreform während der NS-Zeit in Württemberg gelangte Setzingen 1938 zum neu umrissenen Landkreis Ulm. Nach dem Zweiten Weltkrieg wurde der Ort Teil der amerikanischen Besatzungszone und gehörte somit zum neu gegründeten Land Württemberg-Baden, das 1952 im jetzigen Bundesland Baden-Württemberg aufging. Seit der Kreisreform von 1973 ist Setzingen Teil des Alb-Donau-Kreises.

### Religion
In Setzingen besteht schon seit dem 12. Jahrhundert eine Kirchengemeinde. Mit der Reformation wurde der Ort evangelisch. Die Kirchengemeinde Setzingen ist Bestandteil des Kirchenbezirks Ulm der Württembergischen Landeskirche.

## Politik
Gemeinderat

Der Gemeinderat in Setzingen hat acht Mitglieder. Er besteht aus den ehrenamtlichen Gemeinderäten und der Bürgermeisterin als Vorsitzende. Die Bürgermeisterin ist im Gemeinderat stimmberechtigt. Bei der Kommunalwahl am 9. Juni 2024 wurde der Gemeinderat durch Mehrheitswahl gewählt. Mehrheitswahl findet statt, wenn kein oder nur ein Wahlvorschlag eingereicht wurde. Die Bewerber mit den höchsten Stimmenzahlen sind dann gewählt. Die Wahlbeteiligung betrug 62,4 %.
Bürgermeister

Ingeborg Lang wurde im April 2016 mit 60 % der Stimmen zur neuen Bürgermeisterin gewählt. Sie ist die Nachfolgerin von Hans Frölich.

## Militär
Im Waldgebiet „Ballhart“ nordwestlich von Setzingen betreibt die Bundeswehr das „Munitionslager Setzingen“. Es besteht aus 35 Bunkern mit einer Größe zwischen 25 und 180 m². Auf dem Gelände befindet sich außerdem ein 55 m hoher Richtfunkturm in Stahlbetonbauweise (Koordinaten: 48° 33′ 27″ N, 10° 6′ 33″ O).

## Sehenswürdigkeiten
Die denkmalgeschützte Bartholomäuskirche in der Ortsmitte ist sehenswert. An der Nordwand des Kirchenschiffs finden sich Fresken aus dem 13. Jahrhundert. Die Taufglocke aus dem 14. Jahrhundert und der hölzerne Taufstein von 1762 sind ebenfalls sehenswert.